# فدراسیون والیبال ارمنستان
فدراسیون والیبال جمهوری ارمنستان (ارمنی: Հայաստանի վոլեյբոլի ֆեդերացիա) که با نام فدراسیون والیبال ارمنستان نیز شناخته می‌شود، نهاد تنظیم‌کننده ورزش والیبال در ارمنستان می‌باشد که توسط کمیته المپیک ارمنستان اداره می‌شود و مقر آن در شهر ایروان واقع شده است.

## تاریخچه
این فدراسیون در سال ۱۹۹۱ میلادی تأسیس شد و ریاست فعلی آن را هراچیا مورادیان برعهده دارد. این فدراسیون عضو کامل فدراسیون بین‌المللی والیبال و کنفدراسیون والیبال اروپا می‌باشد.
بازیکنان والیبال ارمنستانی در مسابقات قهرمانی در سطوح مختلف اروپایی و بین‌المللی از جمله در مسابقات قهرمانی جهانی و بازی‌های المپیک تابستانی شرکت می‌کنند.
والیبال همیشه یک ورزش محبوب در ارمنستان بوده و از سال ۱۹۷۲ نیز یک مدرسه والیبال در ایروان راه اندازی شده‌است. پیش از استقلال ارمنستان، بازیکنان والیبال ارمنستانی به عنوان بخشی از اتحاد جماهیر شوروی در مسابقات بین‌المللی شرکت می‌کردند.
این فدراسیون بر ۳۳ تیم والیبال و ۵۲ تیم والیبال ساحلی در سراسر کشور ارمنستان نظارت دارد و همچنین کلاس‌های والیبال جوانان را برگزار می‌کند و تجهیزات را به مدارس اهدا می‌کند.

## فعالیت‌ها
این فدراسیون مسابقات مختلف والیبال بین‌المللی و اروپایی را برگزار می‌کند، از جمله:
در ژوئیه ۲۰۱۵، مسابقات قهرمانی والیبال ساحلی زیر ۱۸ سال اروپای شرقی در شهر سوان ارمنستان برگزار شد.
در فوریه ۲۰۱۵ نخستین دوره مسابقات قهرمانی والیبال برفی در شهر تساغکادزور برگزار شد. همچنین در همان سال، ارمنستان میزبان کنفرانس اتحادیه کشورهای اروپای شرقی بود که با حضور روسای و نمایندگان فدراسیون‌های والیبال ۹ کشور برگزار شد.
در سال ۲۰۱۶ نخستین دوره مسابقات بین‌المللی والیبال ساحلی در ایروان برگزار شد.
در نوامبر ۲۰۱۷، الکساندر بوریچیچ، رئیس کنفدراسیون والیبال اروپا، وارد ایروان شد تا در مورد تقویت همکاری با فدراسیون والیبال ارمنستان گفتگو کند.
در سپتامبر ۲۰۱۸، ایروان میزبان مسابقات قهرمانی والیبال ساحلی مردان اروپای شرقی بود که به عنوان تورنمنت رتبه‌بندی بازی‌های المپیک در نظر گرفته می‌شد. همچنین در آن سال، ایروان میزبان مسابقات مقدماتی قهرمانی اروپا زیر ۱۵ سال اروپا بود.
در ۱ سپتامبر ۲۰۱۹، مسابقات قهرمانی والیبال ساحلی مردان اروپای شرقی در ایروان برگزار شد.
در ژانویه ۲۰۲۰، نخستین دوره مسابقات مردان و زنان اتحادیه والیبال برفی اروپای شرقی در شهر تساغکادزور برگزار شد. در فوریه ۲۰۲۰، مسابقات والیبال برفی یوروتور نیز در تساغکادزور برگزار شد.